# Leptochloa srilankensis
Leptochloa srilankensis là một loài thực vật có hoa trong họ Hòa thảo. Loài này được N.Snow mô tả khoa học đầu tiên năm 1998.